# ساندویچ ماهی تن
ساندویچ ماهی تن که ساندویچ سالاد تن یا فقط ساندویچ تن نیز نامیده می‌شود، یکی از انواع ساندویچ است که معمولاً با سالاد ماهی تن تهیه شده و حاوی سس مایونز و کرفس نیز هست. این ساندویچ معمولاً «تکیه‌گاه دوران کودکی همه [آمریکایی‌ها]» نامیده می‌شود. در ایالات متحده آمریکا، ۵۲٪ ماهی‌های تن کنسرو شده برای تهیه ساندویچ استفاده می‌شوند.